# A leghosszabb nap
A leghosszabb nap (eredeti cím: The Longest Day) 1962-ben bemutatott amerikai háborús filmdráma, amely az 1944. június 6-ai normandiai partraszállásról szól. A forgatókönyv Cornelius Ryan 1959-ben megjelent azonos című regénye alapján készült. Az élőszereplős játékfilm rendezői Ken Annakin, Andrew Marton és Bernhard Wicki, producere Darryl F. Zanuck. A forgatókönyvet Romain Gary, James Jones, David Pursall, Cornelius Ryan és Jack Seddon írta, a zenéjét Maurice Jarre szerezte. A mozifilm Darryl F. Zanuck Productions gyártásában készült és a 20th Century Fox forgalmazásában jelent meg.
Amerikában 1962. szeptember 25-én mutatták be a mozikban. Magyarországon viszonylag kevés késéssel  feliratos változatban vetítették a mozikban. Az első magyar változatot 1990. június 19-én az MTV1-en, a második magyar változatot 2001. június 5-én az RTL Klub-on vetítették le a televízióban.

## Cselekmény
A helyzet a nyugati fronton pattanásig feszült. A szövetségesek már felkészültek a partraszállásra: mindenki tudja, mi a feladata, a csapatok aprólékos, minden részletre kiterjedő kiképzésen vettek részt, vannak olyan egységek is, amelyek már behajóztak, és tudják, hogy a célállomás Normandia. Az ejtőernyősök is készen állnak arra, hogy miután ledobják őket a szárazföld belsejében, elfoglalják a stratégiailag fontos városokat. Ám az időjárás egyre rosszabbra fordul. A csatorna túlpartján a németek is tudnak a készülő akcióról, de úgy hiszik, hogy Calais környékére várják a brit–amerikai támadást. Ráadásul bíznak abban, hogy a viharos időjárás az ő kezükre játszik és a szövetségesek elhalasztják a támadást. Eisenhower tábornok azonban kiadja az indulási parancsot.

## Szereplők
| Színész              | Szerep                                             | Magyar hang                                                             | Magyar hang                                          |
| Színész              | Szerep                                             | MTV1 (1990)                                                             | RTL Klub (2001)                                      |
| -------------------- | -------------------------------------------------- | ----------------------------------------------------------------------- | ---------------------------------------------------- |
| John Wayne           | Benjamin Vandervoort alezredes                     | Szabó Ottó                                                              | Konrád Antal                                         |
| Eddie Albert         | Thompson ezredes                                   | Gruber Hugó                                                             | Kránitz Lajos                                        |
| Arletty              | Madame Barrault                                    | eredeti nyelven                                                         | Várnagy Kati                                         |
| Paul Anka            | U.S. Army Ranger                                   | Szerednyey Béla                                                         | Crespo Rodrigo                                       |
| Richard Burton       | David Campbell brit repülőtiszt                    | Kristóf Tibor                                                           | Rátóti Zoltán                                        |
| Red Buttons          | John Steele közlegény                              | Usztics Mátyás                                                          | Cseke Péter                                          |
| Sean Connery         | Pte. Flanagan                                      | Lesznek Tibor                                                           | Juhász György                                        |
| Fabian               | U.S. Army Ranger                                   | Lippai László                                                           | Fekete Zoltán                                        |
| Mel Ferrer           | Robert Haines vezérőrnagy                          | Végvári Tamás                                                           | Csernák János                                        |
| Henry Fonda          | Theodore Roosevelt Jr. dandártábornok              | Gáti Oszkár                                                             | Fülöp Zsigmond                                       |
| Steve Forrest        | Harding százados                                   | N/A                                                                     | Kárpáti Levente                                      |
| Gert Fröbe           | a „kávéskannás” őrmester                           | nem szólal meg                                                          | nem szólal meg                                       |
| Leo Genn             | Edwin P. Parker Jr. dandártábornok                 | Csikos Gábor                                                            | Cs. Németh Lajos                                     |
| Paul Hartmann        | Gerd von Rundstedt marsall                         | eredeti nyelven                                                         | Dobránszky Zoltán                                    |
| Werner Hinz          | Erwin Rommel marsall                               | eredeti nyelven                                                         | Szokolay Ottó                                        |
| Jeffrey Hunter       | John H. Fuller őrm., később hadnagy                | Sörös Sándor (1. hang) Kautzky Armand (2. hang) Balázsi Gyula (3. hang) | Bozsó Péter (1. hang) Szabó Sipos Barnabás (2. hang) |
| Alexander Knox       | Walter Bedell Smith vezérőrnagy                    | Hollósi Frigyes                                                         | Láng József                                          |
| Curd Jürgens         | Günther Blumentritt vezérőrnagy                    | eredeti nyelven                                                         | Mécs Károly                                          |
| Peter Lawford        | Lord Lovat                                         | Dózsa László                                                            | N/A                                                  |
| Roddy McDowall       | Morris közlegény                                   | Dunai Tamás                                                             | Kapácsy Miklós                                       |
| Norman Rossington    | Clough közlegény                                   | N/A                                                                     | Kapácsy Miklós                                       |
| Donald Houston       | Királyi Légierő pilótája a repülőbázison           | Koroknay Géza                                                           | Besenczi Árpád                                       |
| Dewey Martin         | Wilder közlegény                                   | N/A                                                                     | N/A                                                  |
| Sal Mineo            | Martini közlegény                                  | N/A                                                                     | N/A                                                  |
| Robert Mitchum       | Norman Cota dandártábornok                         | Vass Gábor                                                              | Koroknay Géza                                        |
| Kenneth More         | Colin Maud RN parancsnok                           | Dobránszky Zoltán                                                       | Maros Gábor                                          |
| Rod Steiger          | Rombolóparancsnok                                  | Tolnai Miklós                                                           | Maros Gábor                                          |
| Edmond O'Brien       | Raymond D. Barton hadseregtábornok                 | Láng József (1. hang) Hollósi Frigyes (2. hang)                         | Végh Ferenc                                          |
| Robert Ryan          | James M. Gavin dandártábornok                      | Bács Ferenc                                                             | Szélyes Imre                                         |
| Tommy Sands          | rohamosztagos (U.S. ranger)                        | Bor Zoltán                                                              | N/A                                                  |
| George Segal         | rohamosztagos (U.S. ranger)                        | N/A                                                                     | N/A                                                  |
| Robert Wagner        | rohamosztagos (U.S. ranger)                        | N/A                                                                     | N/A                                                  |
| Stuart Whitman       | Sheen hadnagy                                      | Balázsi Gyula                                                           | Koncz István                                         |
| Richard Beymer       | Dutch Schultz közlegény                            | Rátóti Zoltán                                                           | Hujber Ferenc                                        |
| Bourvil              | Alphonse Lenaux, Colleville polgármestere          | Haumann Péter                                                           | Pálfai Péter                                         |
| Irina Demick         | Janine Boitard                                     | Vándor Éva                                                              | Németh Borbála                                       |
| Fred Dur             | Az amerikai hadsereg rohamosztagának őrnagya       | N/A                                                                     | N/A                                                  |
| Victor Maddern       | Hutchinson közlegény                               | Kránitz Lajos                                                           | N/A                                                  |
| Patrick Barr         | J.N. Stagg ezredes                                 | Kautzky József                                                          | Uri István                                           |
| Henry Grace          | Dwight D. Eisenhower tábornok                      | Reviczky Gábor                                                          | Kristóf Tibor                                        |
| John Gregson         | Angol lelkész                                      | Cs. Németh Lajos                                                        | Kardos Gábor                                         |
| Fernand Ledoux       | Louis                                              | eredeti nyelven                                                         | Kardos Gábor                                         |
| Jean-Louis Barrault  | Louis Roulland atya                                | eredeti nyelven                                                         | Áron László                                          |
| Wolfgang Lukschy     | Alfred Jodl vezérezredes                           | eredeti nyelven                                                         | Áron László                                          |
| Christian Marquand   | Philippe Kieffer korvettkapitány                   | eredeti nyelven                                                         | Bolla Róbert                                         |
| Peter van Eyck       | Ocker alezredes                                    | eredeti nyelven                                                         | Csankó Zoltán                                        |
| Hans Christian Blech | Werner Pluskat őrnagy                              | eredeti nyelven                                                         | Rajhona Ádám                                         |
| Wolfgang Preiss      | Max Pemsel altábornagy                             | eredeti nyelven                                                         | Végh Péter                                           |
| Wolfgang Büttner     | Dr. Hans Speidel altábornagy                       | eredeti nyelven                                                         | N/A                                                  |
| Richard Münch        | Erich Marcks tüzértábornok                         | eredeti nyelven                                                         | Ujréti László                                        |
| Ernst Schröder       | Hans von Salmuth vezérezredes                      | eredeti nyelven                                                         | Rudas István                                         |
| Heinz Reincke        | Josef 'Pips' Priller ezredes                       | eredeti nyelven                                                         | Sörös Sándor                                         |
| Heinz Spitzner       | Hellmuth Meyer ezredes                             | eredeti nyelven                                                         | Pathó István                                         |
| Ruth Hausmeister     | Maria Rommel                                       | eredeti nyelven                                                         | Fabó Györgyi                                         |
| Jean Servais         | Jaujard ellentengernagy                            | eredeti nyelven                                                         | eredeti nyelven                                      |
| Nicholas Stuart      | Omar N. Bradley tábornok                           | nem szólal meg                                                          | nem szólal meg                                       |
| Georges Wilson       | Alexandre Renaud, Sainte-Mère-Église polgármestere | nem szólal meg                                                          | nem szólal meg                                       |
| Leslie Phillips      | Mac brit repülőtiszt                               | N/A                                                                     | N/A                                                  |
| Siân Phillips        | Royal Navy női segédszolgálatos                    | N/A                                                                     | N/A                                                  |
| N/A                  | Sparrow                                            | Kerekes József                                                          | N/A                                                  |
| N/A                  | Rádión közvetíteni akaró katona (hang)             | Papp János                                                              | N/A                                                  |
| N/A                  | Kurt                                               | N/A                                                                     | Kapácsy Miklós                                       |

- További magyar hangok (1. magyar változatban): Elekes Pál, Eszes Sándor, Felföldi László, Jakab Csaba, Juhász Jácint, Kárpáti Tibor, Kassai Károly, Kun Vilmos, Mécs Károly, Némedi Mari, Orosz István, Sörös Sándor, Szokol Péter, Várkonyi András
- További magyar hangok (2. magyar változatban): Balázsi Gyula, Bolla Róbert, Bozsó Péter, Dolmány Attila, Háda János, Miller Zoltán, Palóczy Frigyes, Sinkovits-Vitay András, Vizy György

## Háttér
A forgatókönyvet Ryan saját regényéből írta, a mű adaptálásában Romain Gary, James Jones, David Pursall és Jack Seddon működött közre. Ken Annakin rendezte a film brit részét, Andrew Marton az amerikai részt, Gerd Oswald, Bernhard Wicki a német részeket és Darryl F. Zanuck is rendezett jeleneteket a filmben, de ő a stáblistán nincs feltüntetve. Számos katonai tanácsadó járult hozzá a film hitelességéhez.
A filmhez botrány is fűződött: Az Amerikai Egyesült Államokban egy fekete polgárjogi szervezet panaszt emelt a hollywoodi faji megkülönböztetés ellen: a filmben ugyanis, amely egy fontos háborús esemény hiteles bemutatásának tekinthető, az együtt harcoló 1500 katona között egyetlen fekete bőrű katona sem látható. A tiltakozás eredményeképp augusztus 20-án a NAACP megegyezett a nagy filmstúdiókkal a fekete szereplők kötelező arányáról.

## Fontosabb díjak, jelölések
- A film Oscar-díjat nyert a legjobb operatőr és legjobb vizuális effekt kategóriákban, és jelölve volt a legjobb látványtervező, legjobb vágás és legjobb film kategóriákban.
- Golden Globe-díjat nyert a legjobb operatőr (fekete-fehér film) kategóriában

## Érdekességek
- Kaffeekanne őrmester neve német eredetű, a mindig nála lévő „kávéskannát” jelenti.
- Elterjedt tévhit, hogy Lovat saját dudása, Bill Millin önmagát alakította a filmben, de valójában Leslie de Laspee játszotta el a szerepet, aki akkor I. Erzsébet királynő első skót dudása volt. Lord Lovat nem vette figyelembe a dudásokra kiadott általános tiltó rendelkezést, és magával vitte Millint a csatába. Millin Normandiában csak azért menekült meg a német mesterlövészek puskája elől, mert azok azt hitték róla, hogy bolond.
- Sainte-Mère-Église község lakosai egy, a templomtoronyból csüngő ejtőernyőn lógó bábuval emlékeztek meg a 82. légideszant-egység Steel közlegényéről (Red Buttons játszotta), aki véletlenül ott „ért földet”.
- Richard Todd, aki annak a brit légideszant-egységnek a parancsnokát játssza, amely a Pegasus-hídnál ér földet, a partraszállás napján részt vett a híd elleni valódi támadásban is.
- Curd Jürgens, Blumentritt német tábornok megformálója, aki felettesei hozzá nem értését figurázza ki, fiatalkorában a nácik internálták, de hamarosan megszökött.
- A James Bondot alakító Sean Connery is szerepelt a filmben, valamint két további James Bond-hős is látható: Curd Jürgens játszotta Stromberget, az őrült iparmágnást A kém, aki szeretett engem című filmben, míg Gert Fröbe a Goldfingerben alakította a negatív címszereplőt.
- Egy másik mellékszereplő, az egyik pilótát játszó Donald Houston, aki Burtonnel beszélget a filmben, a brit légierő pilótája pilótája volt a második világháborúban.

## Televíziós megjelenések
- 1. magyar szinkron: TV-1, HBO, Filmmúzeum
- 2. magyar szinkron: RTL Klub, Film+